# Casa a schiera

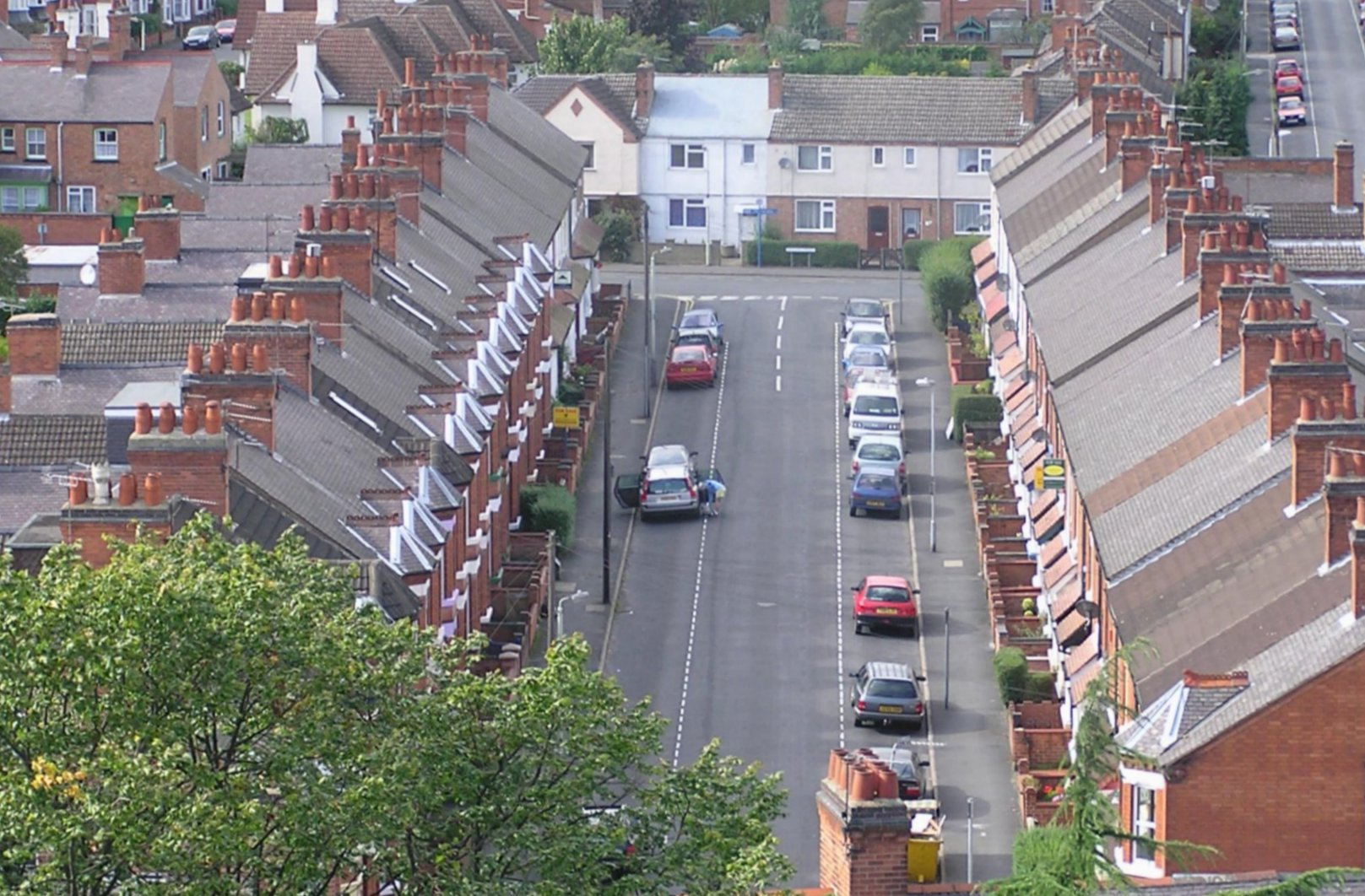
Una via britannica di case a schiera di epoca vittoriana/edoardiana

La casa a schiera è un tipo edilizio cielo-terra caratterizzato dall'accostamento di più unità abitative, una a fianco dell'altra. La singola unità abitativa presenta in genere un fronte stretto per svilupparsi in profondità e in altezza su più piani. Presenta spesso un orto o un cortile retrostante.
Generalmente è una casa monofamiliare; se sulla facciata presenta insieme alla porta una vetrina può essere definita casa bottega.

## Storia

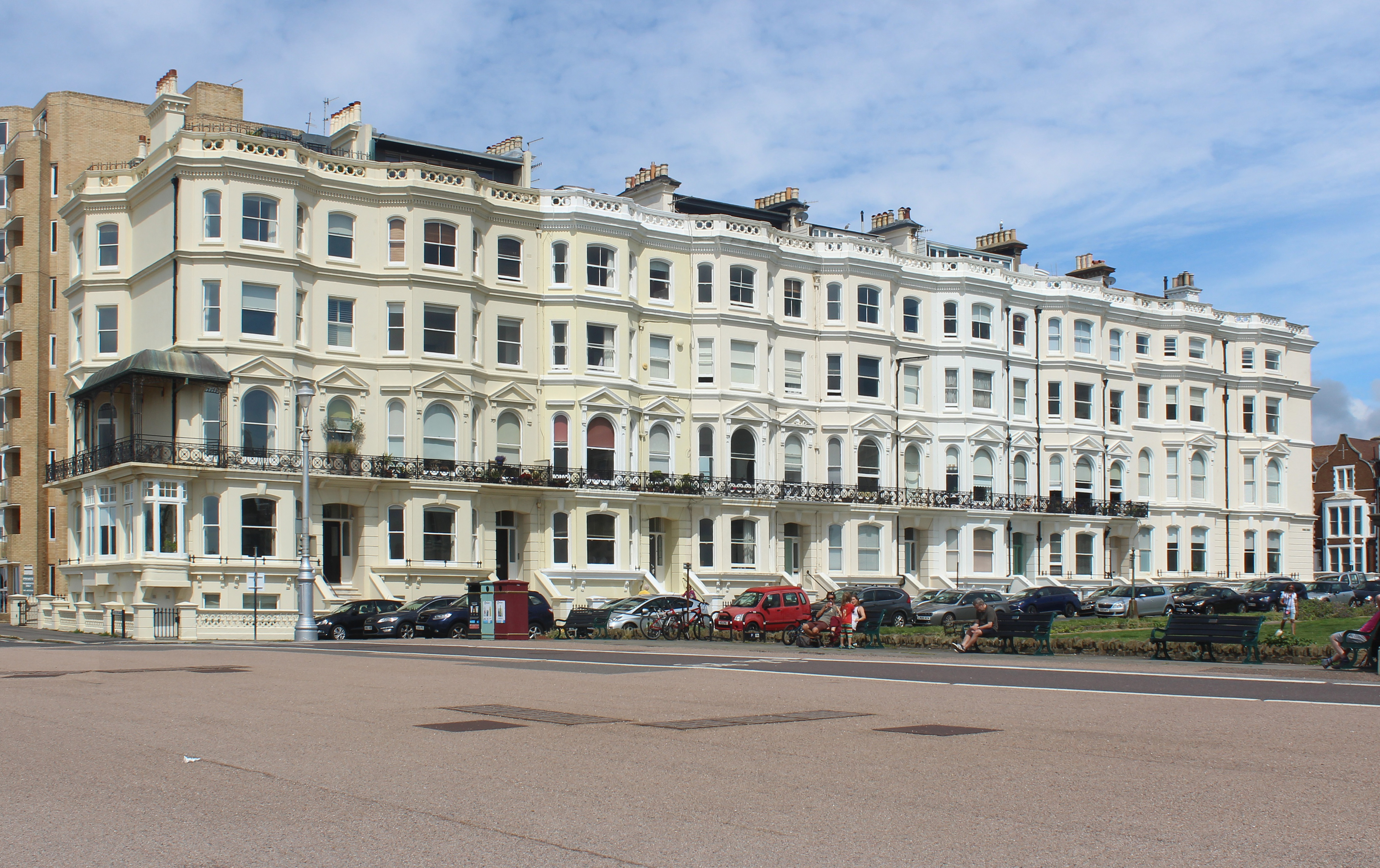
Casa a schiera di lusso a Hove, nel Regno Unito

Si svilupparono soprattutto in Regno Unito in epoca vittoriana, anche se già nel corso del '700 se ne avevano avuti esempi come la Royal Crescent di Bath, quando la nuova classe media sorta grazie alla rivoluzione industriale si spostò dalla campagna alla città richiedendo nuovi alloggi.
La costruzione di questa tipologia abitativa continuò anche successivamente finché l'esplosione si ebbe negli anni '50 e '60 del '900 quando con il boom demografico furono necessarie nuove dimore.
Fuori dal Regno Unito la casa a schiera perde le invarianti classiche per diventare più multiforme adattandosi a estetiche diverse.

## Architettura
Si tratta di una costruzione stretta e alta che si sviluppa in profondità verso un giardino retrostante. Più raramente può avere spazi verdi anche sul fronte.
Solitamente al pianterreno si sviluppa la zona giorno mentre ai piani superiori si trovano le stanze da letto. Tuttavia in molti casi il numero di stanze da giorno (sale, salotti, sale da pranzo e studi) è tale da dare luogo a una disposizione più mista in cui si sfruttano le finestrature anche dei piani superiori per collocare tali stanze. Possono esserci anche cortili o cavedi per aumentare il numero di finestrature disponibili e, in alcuni casi, un terrazzo sommitale. Solitamente al piano più superiore vengono allestite le stanze dei bambini.
Le case della classe media vittoriana, edoardiana e georgiana prevedevano un seminterrato con accesso separato, luogo di lavoro dei servitori (che accedevano attraverso una scala secondaria) che potevano pernottare direttamente in queste stanze oppure in soffitta. Dalla strada alzando un tombino si poteva aprire un pozzetto nel quale scaricare il carbone che finiva in una cella al livello del seminterrato, pronto per essere captato dai servitori attraverso un cunicolo che collegava tale cella sotterranea al loro piano.

## Australia

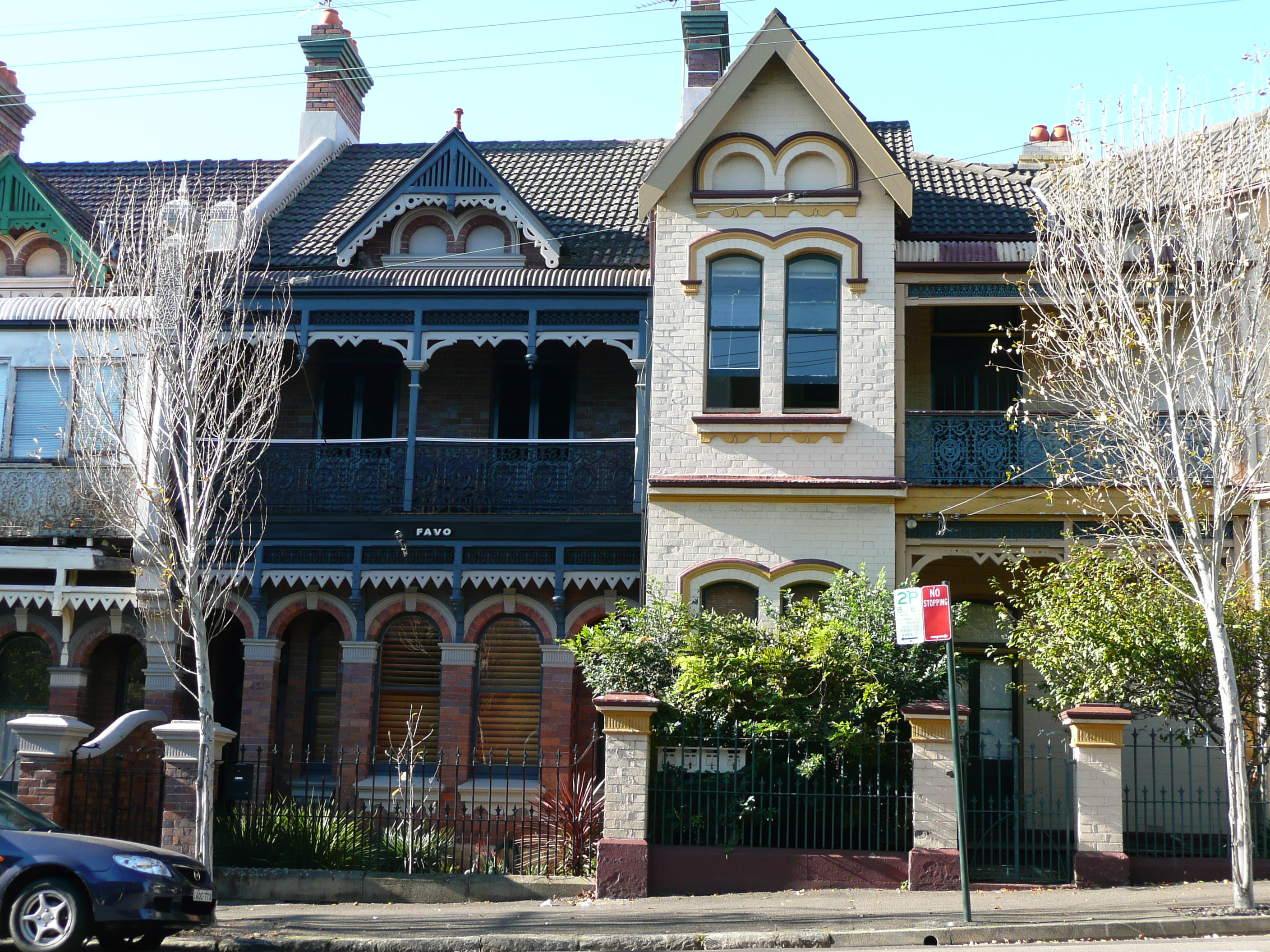
Case a schiera al 435 di Glebe Point Road, Glebe, Sydney

In Australia, il termine "terrace house" si riferisce quasi esclusivamente alle case a schiera o alle repliche dell'era vittoriana ed edoardiana, quasi sempre presenti nelle aree più vecchie del centro delle principali città. Le case a schiera furono introdotte in Australia dalla Gran Bretagna nel diciannovesimo secolo, basando la loro architettura su quelle del Regno Unito, della Francia e dell'Italia.
Un gran numero di case a schiera furono costruite nei sobborghi interni delle grandi città australiane, in particolare Sydney e Melbourne, principalmente tra il 1850 e il 1890 (le case a schiera sono rare al di fuori di queste città). Le case unifamiliari divennero lo stile di abitazione popolare in Australia dopo la Federazione nel 1901. Il materiale da costruzione più comune utilizzato era il mattone, spesso ricoperto di intonaco di cemento e poi dipinto.
Molte case a schiera furono costruite nello stile "filigrana", caratterizzato dall'uso massiccio di ornamenti in ghisa, in particolare sui balconi e talvolta raffiguranti la flora nativa australiana. Negli anni '50, molti programmi di rinnovamento urbano miravano a sradicarli completamente a favore dello sviluppo moderno.
In epoca moderna queste aree del centro città e le loro case a schiera sono state abbellite. I sobborghi in cui si trovano le case a schiera sono spesso ricercati in Australia per la loro vicinanza ai quartieri degli affari delle principali città. Sono quindi a volte piuttosto costosi anche se potrebbero non essere lo stile di alloggio preferito dai cittadini. La mancanza di finestre laterali, i piccoli giardini e la relativa oscurità delle stanze sono in contrasto con il design preferito per le moderne case australiane.

## Europa

### Belgio

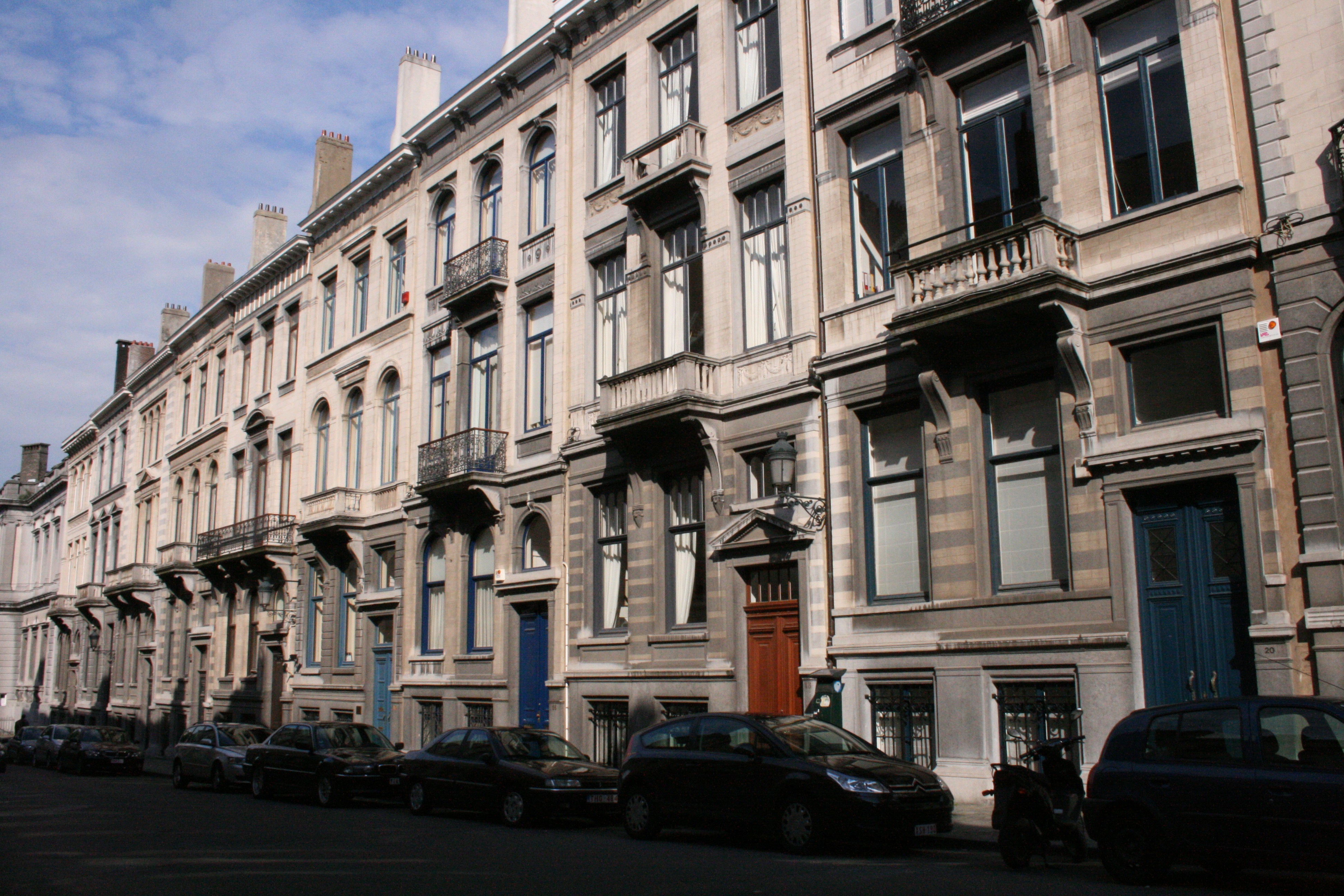
Rue aux Laines, una tipica strada di Bruxelles con una serie omogenea di case a schiera borghesi

In Belgio, le case a schiera sono il tipo di abitazione predominante in tutto il paese e strettamente associate alla cultura e alla storia belga. La Grand Place, il luogo storico centrale della capitale Bruxelles, è circondata da case private risalenti al XVII secolo, che riflettono la città come potenza mercantile a quel tempo nell'Europa settentrionale. Più tardi, nel XIX secolo, il Belgio ha svolto un ruolo importante nella prima storia della rivoluzione industriale come il Regno Unito, dove un'importante quantità di alloggi per la classe operaia è stata costruita per ospitare i minatori di carbone in piccole case a schiera in mattoni solitamente chiamate "Coron". Questi tipi di costruzioni sono molto comuni nella Vallonia, ma anche nella regione francese del Nord-Passo di Calais. Nello stesso periodo (dal 1850 all'inizio del 1900), grandi città come Bruxelles o Anversa hanno affrontato un importante sviluppo urbano con la costruzione di nuovi quartieri come estensioni delle città spesso interamente attorno a lotti di proprietà individuale dove sono state costruite case a schiera unifamiliari e occupate sia dalla classe media che dalla classe borghese. Alcune case sono rinomate a livello internazionale per la loro architettura come l'Hotel Tassel in stile Art Nouveau o l'Hôtel van Eetvelde, entrambi progettati da Victor Horta.

### Finlandia

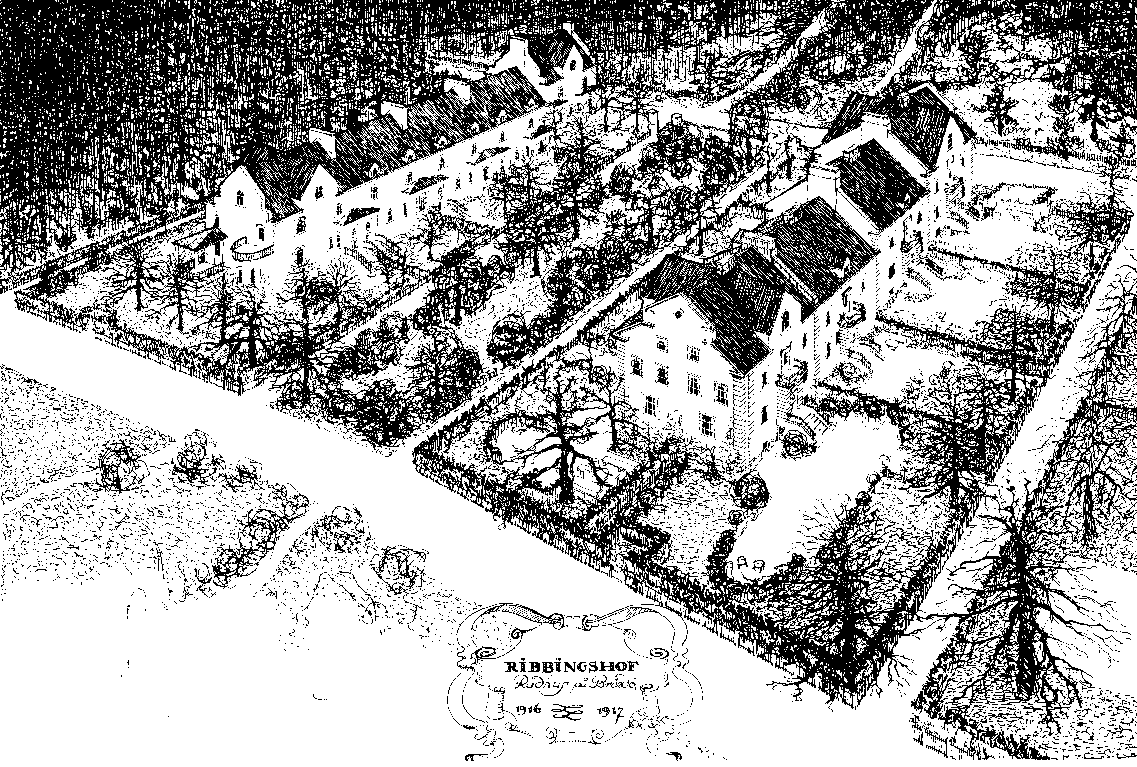
Le prime case a schiera a Ribbingshof (1916), Helsinki

In Finlandia, un paese agricolo in cui l'urbanizzazione è stata un fenomeno generalmente tardivo, il rivitalo (letteralmente: casa a schiera) non è stato visto come un tipo di casa particolarmente urbano. Quella che è considerata la prima casa a schiera ad essere costruita, Ribbingshof (1916), nel nuovo sobborgo di Helsinki di Kulosaari è stata progettata dal famoso architetto Armas Lindgren, ed ispirata da idee del movimento inglese Garden City e Hampstead Garden Suburb, ed è stata vista come un'area residenziale a densità relativamente bassa. Una strada suburbana simile e alberata di case a schiera era quella di Hollantilaisentie (1920) nel sobborgo di Munkkiniemi, a Helsinki, progettata dall'architetto Eliel Saarinen. Inizialmente erano concepite come alloggi per lavoratori, come parte di un grande nuovo schema urbano per l'intera Helsinki nord-occidentale, ma fin dall'inizio sono diventate un'area residenziale alla moda della classe media. In Finlandia, le abitazioni a schiera più recenti sono associate in modo simile alla vita della classe media suburbana, come la città giardino di Tapiola a Espoo, degli anni '50.

### Francia
Le case a schiera sono da tempo popolari a Parigi. La Place des Vosges (1605-1612) è stato uno dei primi esempi di questa disposizione di case. Nelle piazze parigine, ai blocchi centrali veniva data una discreta importanza, per alleggerire la facciata. Gli edifici a schiera, comprese le abitazioni, furono utilizzati principalmente anche durante la trasformazione di Parigi sotto il Secondo Impero tra il 1852 e il 1870, creando interi paesaggi urbani costituiti da file di case a schiera.

### Regno Unito e Irlanda
Le prime strade di case con facciate uniformi furono costruite dall'imprenditore ugonotto Nicholas Barbon nella ricostruzione dopo il grande incendio di Londra. Case a schiera alla moda apparvero a Grosvenor Square a Londra dal 1727 in poi e a Queen Square a Bath dal 1729 in poi. L'architetto scozzese Robert Adam è accreditato dello sviluppo della casa stessa. Le prime case a schiera furono costruite anche da John Woods a Bath e sotto la direzione di John Nash a Regent's Park, a Londra. Il termine fu ripreso da costruttori speculativi come Thomas Cubitt e divenne presto di uso comune.
Le case a schiera non erano costruite solo per persone con mezzi limitati. Ciò è particolarmente vero a Londra, dove alcune delle persone più ricche del paese le possedevano in luoghi come Belgrave Square e Carlton House Terrace. Queste case a schiera, nel senso britannico, erano le residenze londinesi di famiglie nobili e signorili che trascorrevano la maggior parte dell'anno nelle loro case di campagna. Spesso circondate da una piazza con giardino, sono i tratti distintivi dell'architettura georgiana. Lo stesso valeva per molte città britanniche e irlandesi. A Dublino, piazze georgiane come Merrion Square e Fitzwilliam Square ospitavano le classi superiori della città. Un tipo di casa a schiera noto in seguito come "one-floor-over-basement" era uno stile particolare della capitale irlandese. Furono costruite nell'era vittoriana per la classe media inferiore della città ed emulavano le case a schiera della classe superiore.
Agli inizi dell'epoca vittoriana, il termine terrace (casa a schiera) cominciò a designare qualsiasi stile abitativo in cui singole case, che ripetevano uno stesso disegno, erano unite in file. Lo stile era utilizzato per le abitazioni dei lavoratori nei distretti industriali durante la rapida urbanizzazione successiva alla rivoluzione industriale, in particolare nelle case costruite per i lavoratori dell'industria tessile in espansione. Lo stile "a schiera" si diffuse ampiamente in tutto il paese ed era la forma usuale di edilizia residenziale ad alta densità fino alla seconda guerra mondiale. La necessità del XIX secolo di individualità espressiva ispirò la variazione dei dettagli della facciata e delle planimetrie invertite con quelle di ogni coppia vicina, per offrire varietà all'interno del formato standardizzato. 

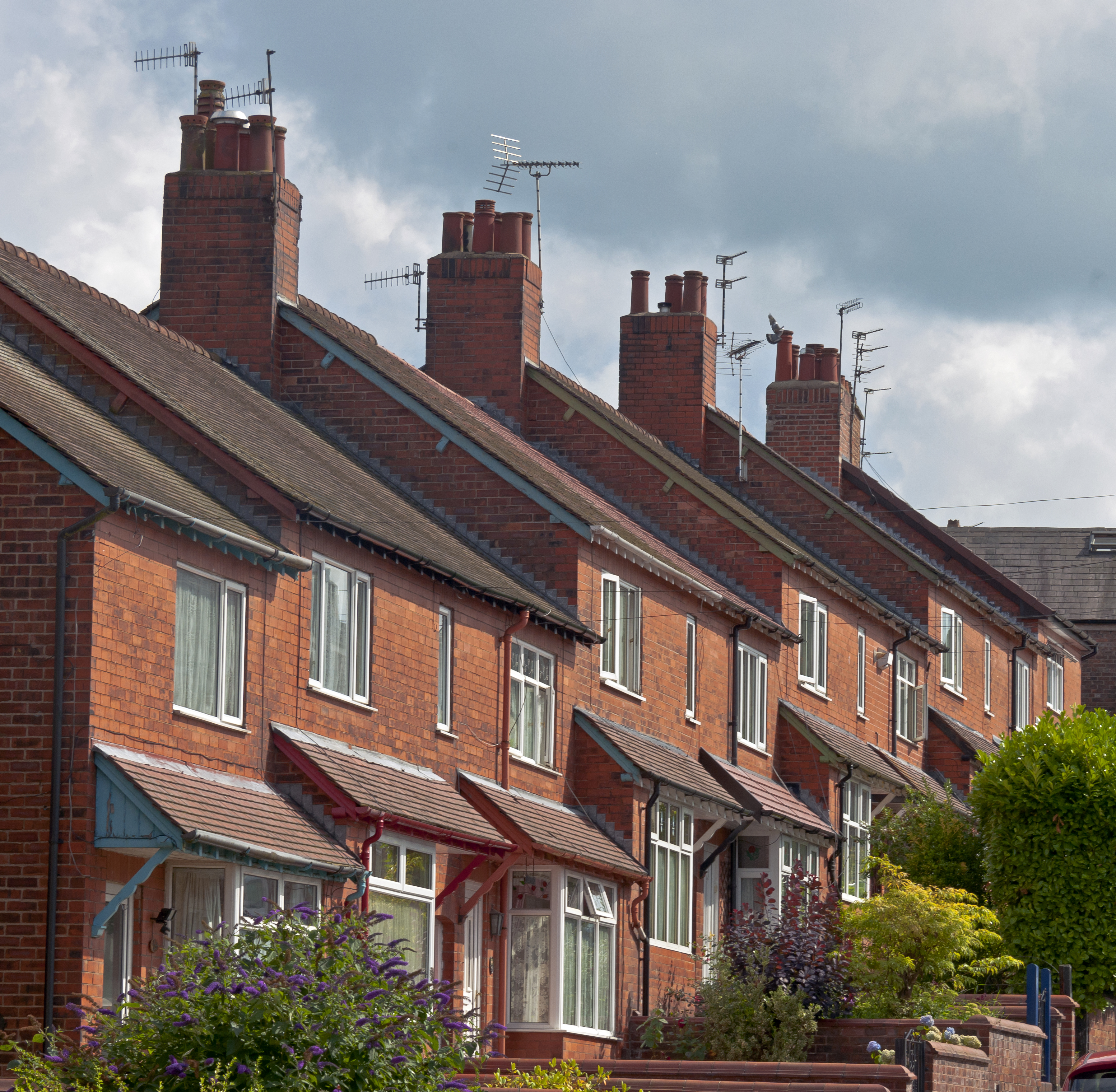
Case a schiera a Macclesfield

Una distinzione importante è tra le case a schiera passanti (through terraces), le quali hanno sia una porta anteriore che una posteriore, e le back-to-backs, che sono murate su tre lati. Il Public Health Act del 1875 ha imposto alle autorità locali l'obbligo di regolamentare l'edilizia abitativa mediante l'uso di regolamenti, e successivamente tutte le case a schiera con regolamento dovevano avere la propria latrina, con accesso posteriore per consentire la raccolta degli escrementi notturni secondo il "sistema Rochdale". Ancora nel 2011, le case a schiera con regolamento costituivano oltre il 15% del patrimonio edilizio del Regno Unito.
Dalla seconda guerra mondiale, la riqualificazione edilizia ha portato alla rimozione di molte vecchie o fatiscenti case a schiera per far posto a case a torre, che occupano un'area di terreno molto più piccola. Questo uso del suolo nelle aree del centro città avrebbe potuto (in teoria) essere utilizzato per creare maggiore accessibilità, occupazione o centri ricreativi o per il tempo libero. Tuttavia, un'implementazione non ottimale o imperfetta ha fatto sì che in molte aree (come Manchester o le tenute di Londra) le case a torre non offrissero alcun reale miglioramento per i residenti rialloggiati rispetto alle loro precedenti case a schiera.

Nel 2005 il rapporto di English Heritage Low Demand Housing and the Historic Environment ha scoperto che riparare una casa a schiera vittoriana standard in 30 anni è circa il 60% più economico che costruire e mantenere una casa di nuova costruzione. In un sondaggio del 2003 per Heritage Counts, un team di esperti ha confrontato una casa a schiera vittoriana con una casa costruita dopo il 1980 e ha scoperto che:
(...) contrariamente a quanto si pensava in precedenza, le abitazioni più vecchie in realtà costano meno in manutenzione e occupazione nel lungo periodo rispetto alle abitazioni più moderne. In gran parte grazie alla qualità e alla durata dei materiali utilizzati, la casa a schiera vittoriana si è rivelata in media più economica di quasi £ 1.000 per 100 m2 da mantenere e abitare ogni anno.

## America del Nord

### Canada

#### Halifax
L'uso di case a schiera da parte di Halifax è stato costante nel corso della sua storia, in particolare nella penisola dove la città ha iniziato a insediarsi per la prima volta. Nelle sezioni più vecchie della città ci sono sezioni di case a schiera utilizzate storicamente dalle famiglie militari, come parte delle proprietà immobiliari delle famiglie consolidate oltre che come case di campagna, e come abitazioni per le classi lavoratrici della città e come alloggi pubblici. La più nota delle aree di case a schiera è The Hydrostone, che fu originariamente costruita come riserva di alloggi sostitutivi per coloro che erano rimasti senza casa dopo l'esplosione di Halifax; i singoli proprietari hanno, tuttavia, modificato gli esterni di molte delle case a schiera nel tempo per soddisfare le mutevoli esigenze delle famiglie. In epoca moderna, ci sono stati sviluppi di case a schiera in diverse aree in tutta la città.

#### Montréal

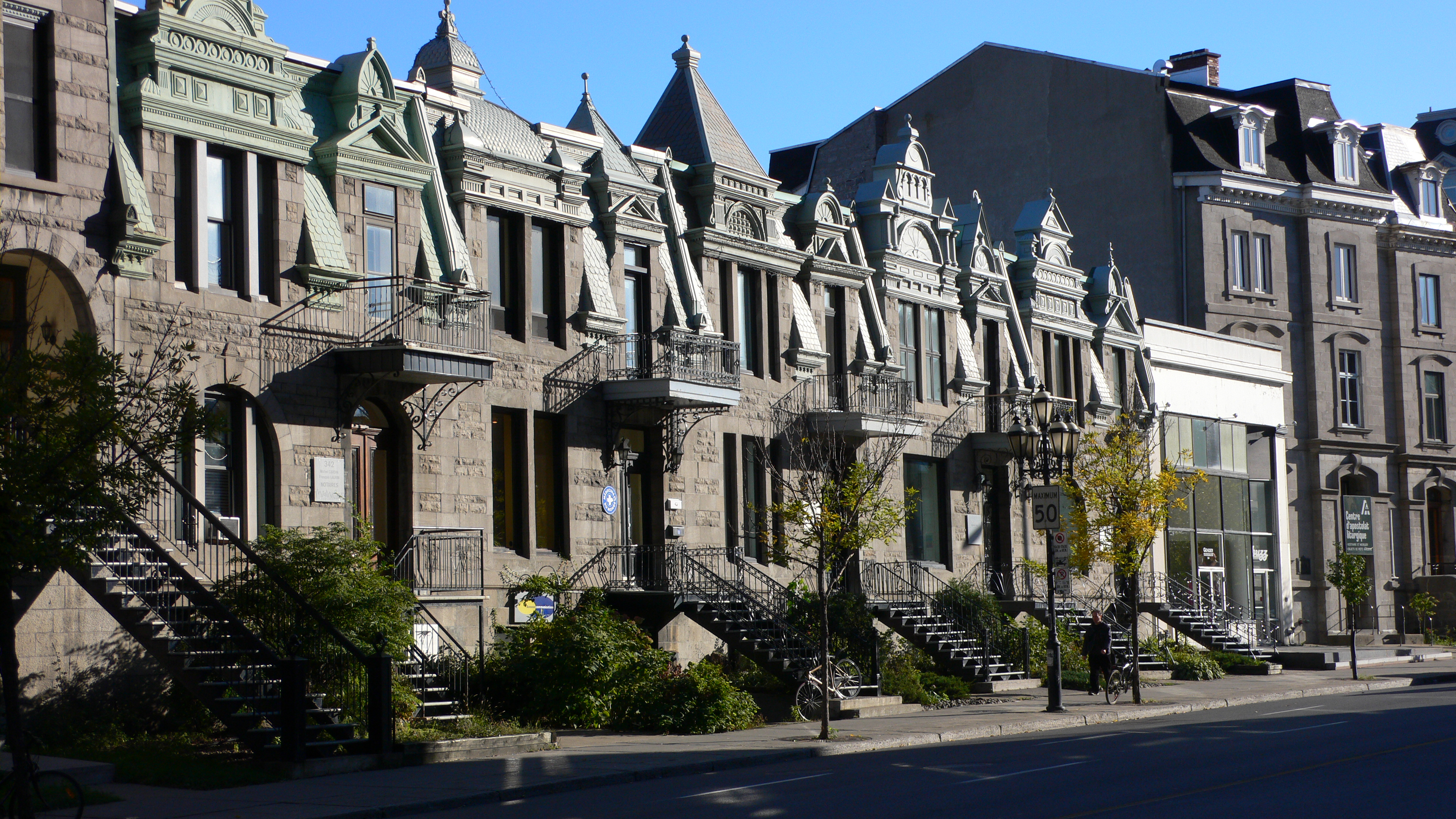
Case a schiera in Rue Sherbrooke nel centro di Montréal

Montréal ha il più grande stock di case a schiera in Canada, le quali sono tipiche in tutte le zone della città. Come è comune in altre città del Nord America, a Montréal le case a schiera sono spesso chiamate townhouses.
Il paesaggio urbano dei quartieri della città del XIX secolo, come Plateau, Centre-Sud e Hochelaga, è dominato da case a schiera, bifamiliari e trifamiliari. Le case a schiera continuarono a essere costruite per tutto il XX secolo. In molti quartieri, come Villeray, Parc Extension e Ville-Émard, divennero la forma di abitazione dominante durante il periodo postbellico.
Nel 21° secolo, Montréal ha continuato a costruire case a schiera a un ritmo elevato, con il 62% degli inizi di costruzione di alloggi nell'area metropolitana costituiti da appartamenti o unità a schiera. Complessi di appartamenti, grattacieli e case bifamiliari sono meno popolari a Montréal rispetto alle grandi città canadesi come Toronto o Vancouver, ma simili ad alcune città degli Stati Uniti, in particolare Philadelphia. Le caratteristiche case a schiera di Montréal e i loro vicoli iconici, balconi e scale esterne sono diventati simboli culturali della città, presenti in Balconville di David Fennario e The Apprenticeship of Duddy Kravitz di Mordecai Richler.

#### Toronto
Le case a schiera sono abbondanti nella Vecchia Toronto. Molte di esse sono costruite nello stile locale bay-and-gable, popolare negli anni '70 del 1800. Esempi di stile vittoriano bay-and-gable si possono trovare a Cabbagetown, Toronto, Parkdale, The Annex, Kensington Market, aree a est di Chinatown, Toronto e Spadina Avenue incluso Baldwin Village.
L'ultima fila di case a schiera in stile georgiano sopravvissuta a Toronto, nota come Walnut Hall, è stata demolita nel 2007 a causa del degrado strutturale.

### Stati Uniti

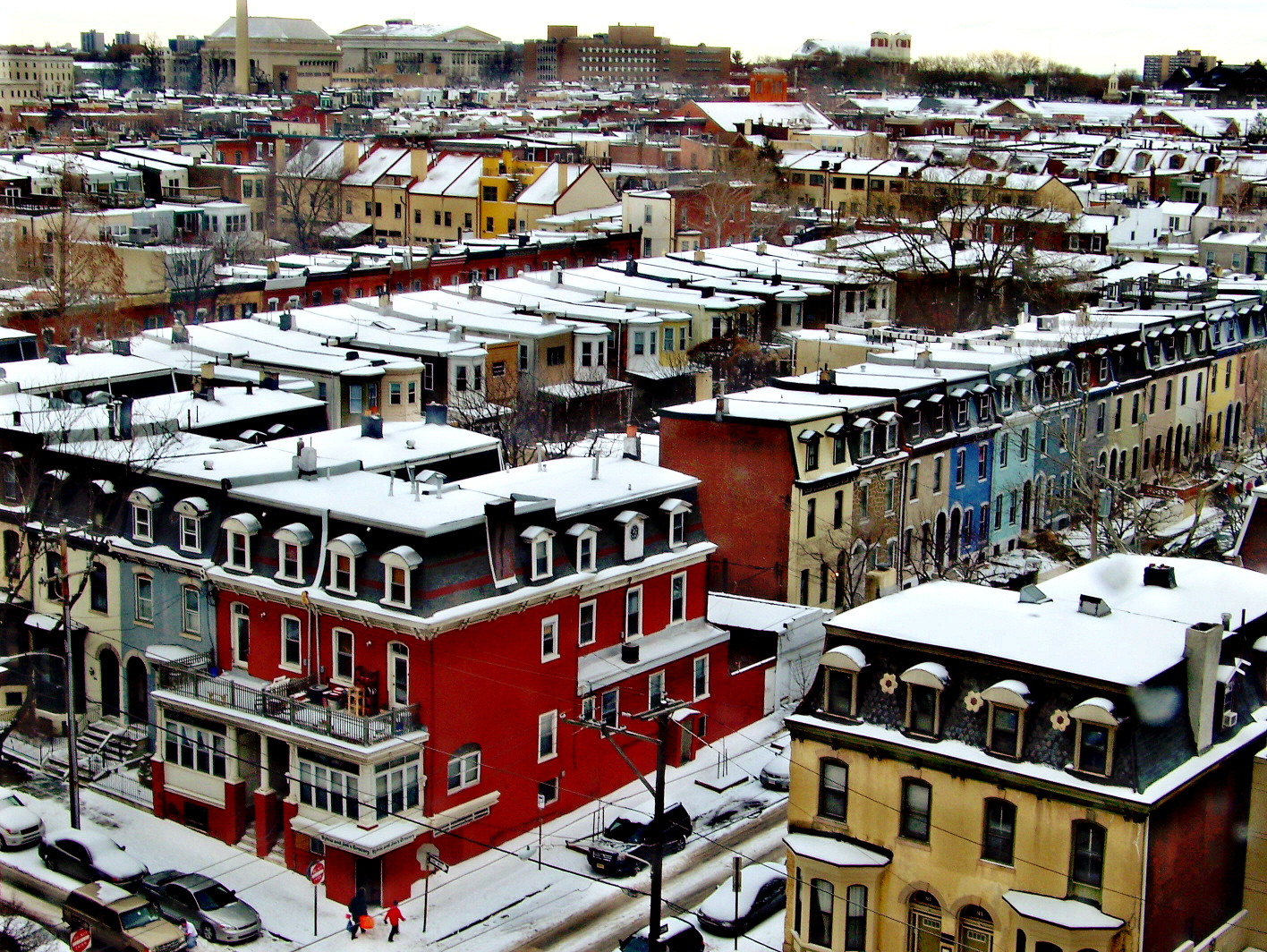
Case a schiera nella zona dell'Art Museum di Philadelphia

Secondo l'US Census Bureau, la più alta concentrazione di case a schiera negli Stati Uniti si trova nella regione del Medio Atlantico, in particolare nelle aree metropolitane di Philadelphia, Baltimora e Washington. Le prime case a schiera della nazione furono Carstairs Row a Philadelphia, progettate dal costruttore e architetto Thomas Carstairs tra il 1799 e il 1820 circa, per lo sviluppatore William Sansom, come parte dei primi sviluppi immobiliari speculativi negli Stati Uniti. Carstairs Row fu costruita nella parte meridionale del sito occupato da "Morris's Folly", la villa incompiuta di Robert Morris progettata da Pierre L'Enfant. Prima di questo periodo le case erano state costruite non in file, ma individualmente. Può essere messa a confronto con Elfreth's Alley, la strada più antica occupata ininterrottamente negli Stati Uniti, dove tutte le case sono di altezze e larghezze diverse, con diverse linee stradali, porte e mattoni.
Negli Stati Uniti, le case a schiera sono generalmente chiamate townhouse. In alcune città come New York, Philadelphia, Baltimora, Washington e San Francisco, dove fanno parte del paesaggio da oltre un secolo, sono spesso chiamate row houses o row homes. Nonostante i lotti stretti, molte case a schiera sono relativamente grandi, alcune superano i 2.000 piedi quadrati (circa 185 metri quadrati). Di solito hanno due piani, ma possono averne tre o più (questi ultimi spesso convertiti in appartamenti per inquilini separati). Il termine "townhouse" nel Nord-est e nel Medio Atlantico di solito si riferisce alle moderne case a schiera costruite alla fine del XX secolo e oltre, in particolare quelle in contesti suburbani, che spesso hanno associazioni di proprietari di case e includono garage. Le case a schiera a più piani che sono raggruppate in gruppi di due o tre sono solitamente chiamate rispettivamente duplex (o twin) e triplex.

#### Baltimora
La maggior parte delle abitazioni di Baltimora è composta da case a schiera. Alcune di queste case risalgono all'epoca coloniale. Lo stile e i materiali utilizzati nelle loro costruzioni variano in tutta la città. Una quantità considerevole di case a schiera di Baltimora sono rivestite in formstone (un tipo di stucco che imitare varie forme di composto in muratura, creando l'aspetto trompe-l'œil della pietra), una caratteristica distintiva delle case a schiera di Baltimora, che si trovano tipicamente nelle zone operaie della città. Anche i gradini in marmo delle facciate delle case a schiera di Baltimora si distinguono dalle case a schiera delle altre città. Proprio come a Philadelphia, alcune aree della città che contengono case a schiera sono trascurate.

#### Boston
Le case a schiera di Boston si trovano principalmente a Back Bay, Beacon Hill e South End. Back Bay è famosa per le sue file di case a schiera in mattoni vittoriane, considerate uno degli esempi meglio conservati di design urbano del XIX secolo negli Stati Uniti. Beacon Hill è un quartiere di Boston costituito da case a schiera in stile federale. Il South End è costruito principalmente con bowfront di metà Ottocento, file esteticamente uniformi di strutture a 5 piani, prevalentemente in mattoni rossi, con usi misti residenziali e commerciali.

#### Chicago
A Chicago, le case a schiera si trovano nel centro e nelle zone circostanti sviluppate tra la fine del 1800 e gli anni '30. Molte sono edifici con due o tre piani (composti da uno o talvolta due appartamenti in un edificio di tre piani). La greystone (pietra grigia) a Chicago è simile alla pietra arenaria che si trova a New York e Boston, tranne per il fatto che la facciata è rivestita in pietra calcarea dell'Indiana. La maggior parte delle case a schiera sono separate da una passerella che conduce sotto il muro comune tra le case che conduce alla parte posteriore della proprietà (dove talvolta esiste una casa posteriore o una rimessa per carrozze) e al vicolo. La stragrande maggioranza delle case a due e tre piani non condivide un muro comune e sono strutture indipendenti. Tuttavia, esistono molte case a schiera simili a quelle che si trovano a Philadelphia, Baltimora e Washington, in gran parte sui lati sud e ovest, anche se non così comuni. Un indirizzo in particolare, 2319 East 100th street a Jeffrey Manor, è diventato famoso ed è ancora noto a molti cittadini di Chicago come "the townhouse", dopo l'omicidio di otto studentesse infermiere nella notte del 14 luglio 1966. Fa parte di sei appartamenti a due piani in fila.

#### Savannah
Gordon Row, a Savannah, fu costruita nel 1850. Essa (e le sue singole rimesse per carrozze sul retro) è una proprietà contributiva del Savannah Historic District, a sua volta nel National Register of Historic Places, e riempie un intero isolato cittadino. Dopo essere caduti in rovina, gli edifici furono ristrutturati a metà del XX secolo dalla Historic Savannah Foundation. Altre case a schiera in stile simile esistono a Savannah's Scudder's Row, William Remshart Row House, Quantock Rows su Taylor Street e Jones Street, McDonough Row e Marshall Row.

#### New Orleans
New Orleans ha uno stile distintivo di casa a schiera nel quartiere francese, noto come "casa a schiera creola", che è parte di ciò che rende famosa la città. La facciata dell'edificio si trova sul confine della proprietà, con una disposizione asimmetrica di aperture ad arco. Le case a schiera creole hanno un tetto fortemente inclinato, a due falde laterali, con diversi abbaini. L'esterno è fatto di mattoni o stucco.

#### New York
Le case a schiera di New York City sono costruite con una varietà di materiali, tra cui brownstone, calcare e mattoni, e alcune sono case con struttura in legno. Le case a schiera sono particolarmente diffuse in quartieri come Middle Village, Woodhaven e Jackson Heights nel Queens; Bay Ridge, Bensonhurst, Brooklyn Heights, Bushwick, Canarsie, Marine Park, Park Slope e Sunset Park a Brooklyn; e Williamsbridge, Wakefield e Soundview nel Bronx.

#### Philadelphia
Nella storica Philadelphia, la casa a schiera è stata il tipo di edificio domestico più comune in città e in alcuni dei suoi sobborghi fin dall'epoca coloniale. Alcune delle più antiche case a schiera della città sono strette case "Trinity" a tre piani che ospitavano una vasta popolazione di servi a contratto e lavoratori immigrati, oltre a enclave di afroamericani liberi nel XIX secolo. Society Hill è nota per avere la più grande concentrazione di architettura residenziale originale del XVIII e dell'inizio del XIX secolo di qualsiasi luogo negli Stati Uniti. Lo stile e il tipo di materiale utilizzato nella costruzione delle case a schiera di Philadelphia variano in tutta la città. Anche nei quartieri in cui si trovano case bifamiliari, le loro facciate e la disposizione interna di solito assomigliano a quelle delle case a schiera.
La maggior parte è principalmente in mattoni rossi, spesso con finiture in pietra bianca. Alcune sono rivestite in pietra, come brownstone su alcuni isolati a Center City, South Philadelphia e North Philadelphia e come scisto di Wissahickon a Mayfair nel nord-est e Mt. Airy nel nord-ovest di Philadelphia. Il West Philadelphia ha molte case a schiera colorate in stile architettonico italiano e Queen Anne. Poiché le case a schiera sono molto comuni, la Philadelphia City Planning Commission (PCPC) pubblica una guida specifica per i proprietari di case a schiera nel tentativo di dettagliare alcuni dei modi per mantenere le loro proprietà.
Con lo spazio all'interno dei confini della città a un premio, c'è stata una spinta per aggiungere un terzo piano a una casa a schiera esistente negli ultimi tempi, spesso questo terzo livello includerebbe una terrazza sul tetto. Mentre esistono codici di zonizzazione che possono eventualmente impedire l'aggiunta di terzi piani alle case, Philly Mag afferma che "La revisione del codice di zonizzazione della città del 2012, che ha aumentato il limite di altezza per le case a schiera da 35 a 38 piedi [da 10 a 11 metri circa], ha reso questa opzione sempre più diffusa".

#### San Francisco
San Francisco è anche nota per le sue case a schiera nei quartieri più vecchi di North Beach, Castro, Haight-Ashbury, Russian Hill, Mission District, Duboce Triangle e Western Addition. Le "Painted Ladies" su Steiner Street, nel quartiere Alamo Square di Western Addition, sebbene non siano vere e proprie "a schiera", sono un simbolo della città. Alcune case in stile vittoriano decorate e riccamente dettagliate, etichettate come "Painted Ladies" in giro per la città, sono a schiera, ma la maggior parte sono bifamiliari e non vere e proprie "a schiera".

#### Washington
Diversi quartieri di Washington sono caratterizzati da case a schiera, che spesso costituiscono la maggioranza o una larga pluralità del patrimonio edilizio locale. Come in altre città americane, le case a schiera a Washington abbracciano un'ampia gamma di stili architettonici e materiali da costruzione. I quartieri noti per l'alta concentrazione di case a schiera includono Capitol Hill, Dupont Circle, Logan Circle, Shaw, LeDroit Park, Columbia Heights, Petworth e Bloomingdale. Molti quartieri con case a schiera si trovano nel quadrante nord-occidentale della città, nell'area densamente popolata a est di Rock Creek Park, ad eccezione di Capitol Hill e dei suoi sotto-quartieri, che occupano le aree dei quadranti nord-orientale e sud-orientale direttamente a est del Campidoglio. Poiché molte case a schiera di Washington sono strutture storiche, risalenti ai primi anni del 1800, sono particolarmente comuni all'interno dei confini originali della città, come stabilito nel Piano L'Enfant del 1791. Fuori Washington in epoca moderna sono state costruite numerose case a schiera per favorire la densità abitativa, soprattutto attorno alle stazioni della metropolitana e ad altre aree di interesse.

#### Altre città
In altre città degli Stati Uniti, come Albany, a New York; Cincinnati; Cleveland; Covington, nel Kentucky; Detroit; Hoboken, nel New Jersey; Jersey City; Lancaster, Pennsylvania; Norfolk; Pittsburgh; Reading, in Pennsylvania; Richmond; Troy; e Wilmington, in Delaware, sono comuni le case a schiera, più concentrate nel centro della città, che in seguito si trasformano in dense abitazioni isolate nei quartieri periferici. Case a schiera sparse e file di appartamenti si possono trovare spesso in altre città degli Stati Uniti orientali e del Midwest, in particolare Minneapolis e St. Paul. La F. Scott Fitzgerald House a St. Paul è probabilmente l'esempio più notevole di una casa a schiera nelle Twin Cities. Columbus, in Ohio, ha case a schiera sparse, insieme a città più piccole del Midwest come Dubuque, Duluth e Toledo. Ci sono anche case a schiera sparse e file di appartamenti nei quartieri più vecchi di Denver, in Colorado.

## Sud America

### Uruguay e Argentina
A Montevideo e Buenos Aires, negli ultimi decenni del XIX secolo, si sviluppò un tipo di casa a schiera chiamata Casa Standard o informalmente Casa "Chorizo".

## Asia sud-orientale

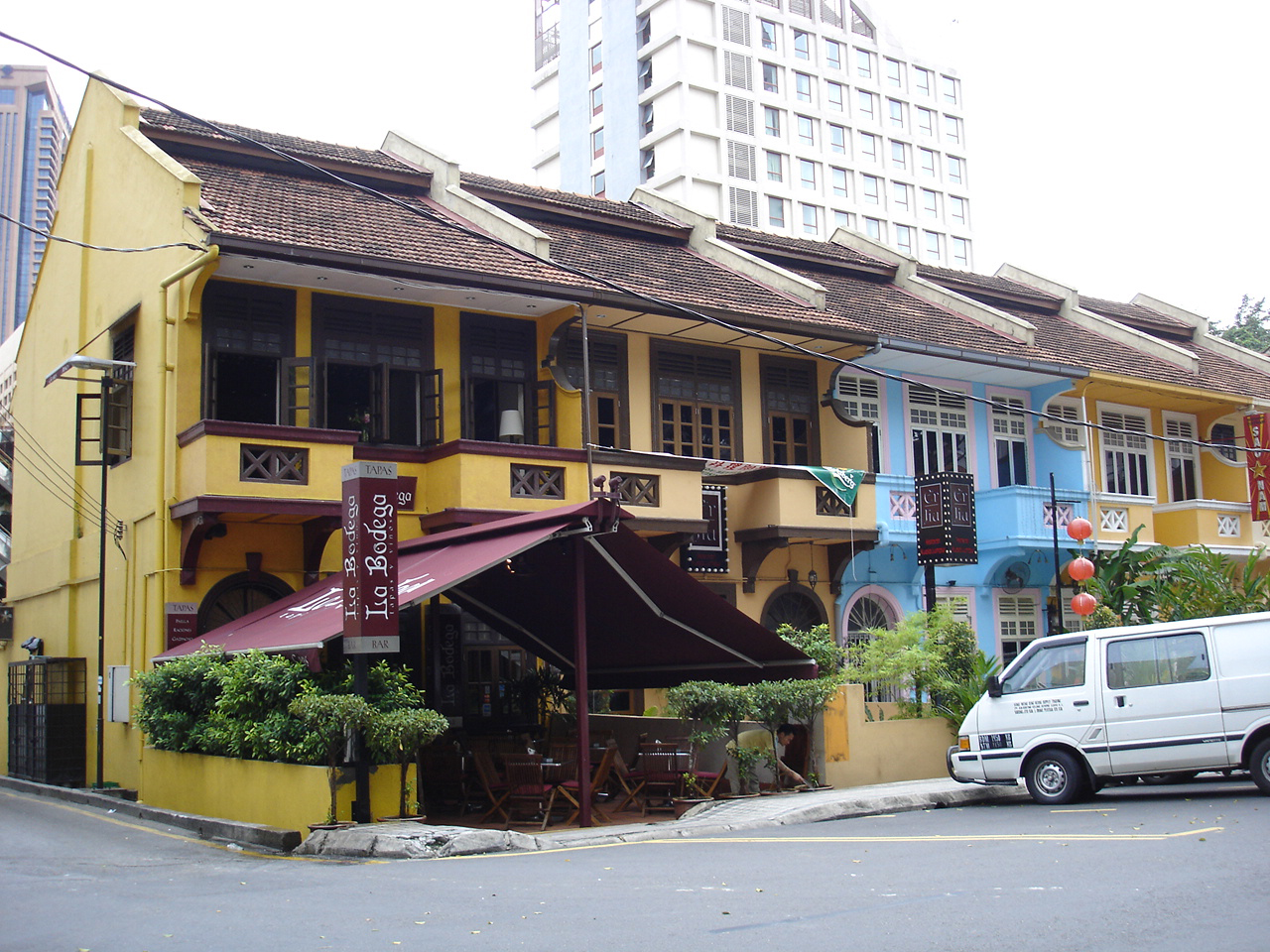
Case a schiera precedenti alla seconda guerra mondiale ristrutturate in ristoranti e bar lungo Tengkat Tong Shin a Bukit Bintang, Kuala Lumpur.

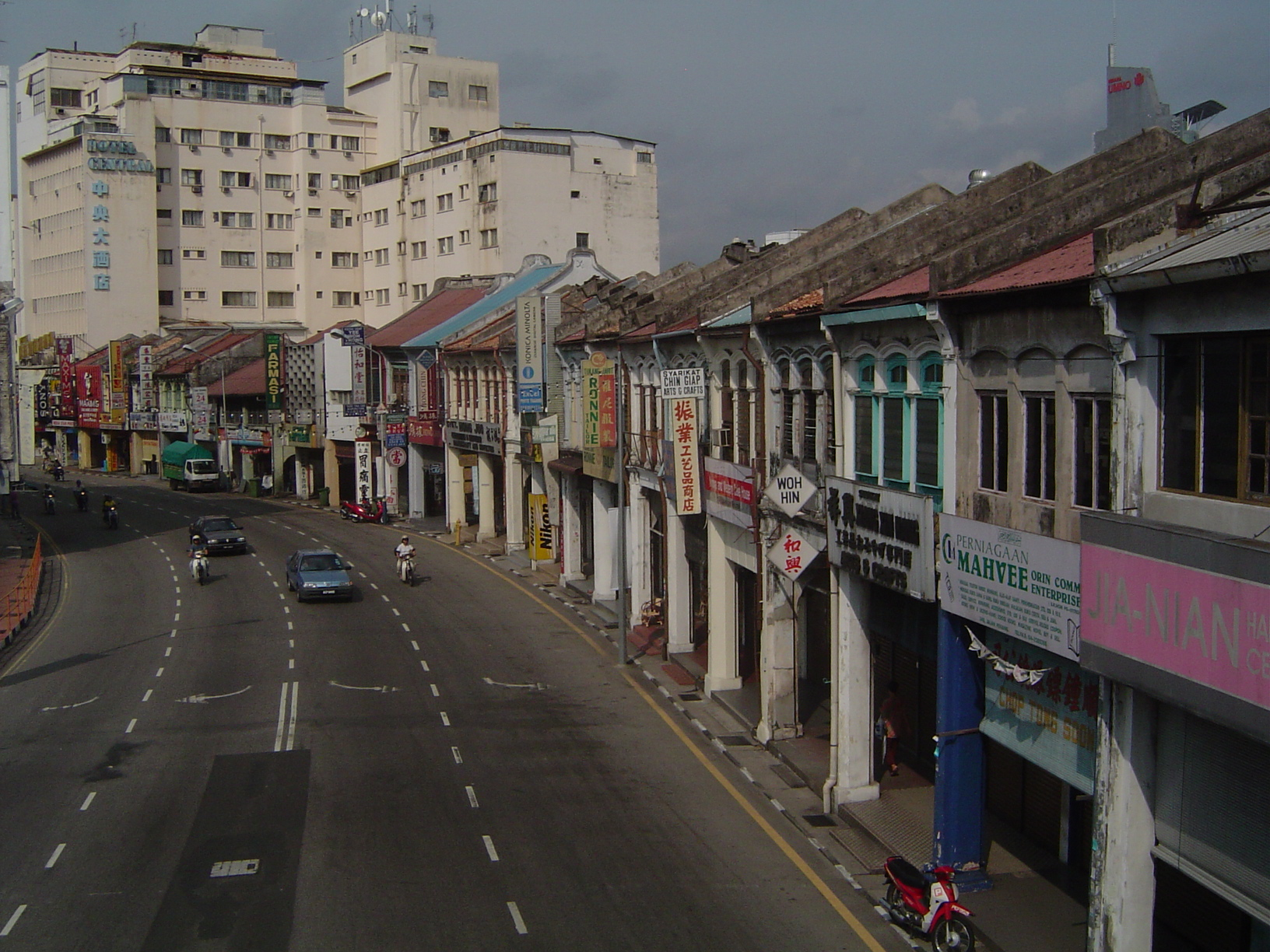
Shophouse a George Town, Penang, Malaysia

Introdotte all'inizio del ventesimo secolo, le case a schiera (note anche come shophouse o linear linkhouse) sono state adottate sia in Malesia che a Singapore fin dai primi anni del dominio coloniale britannico.
Basate sui progetti di case a schiera britanniche, le varianti del sud-est asiatico sono simili alle loro controparti in Gran Bretagna (in cui gli alloggi si trovano al piano anteriore e superiore e la cucina sul retro) e sono state rimodernate per adattarsi al clima tropicale della zona, che è principalmente caldo durante tutto l'anno e prevede forti piogge. Le versioni precedenti erano più aperte, progettate per far circolare meglio l'aria e presentavano cortili interni, con un cortile anteriore, uno posteriore o entrambi. Una tipica casa a schiera malese e singaporiana è solitamente alta uno o due piani, ma esiste una manciata di case a schiera a tre o quattro piani costruite in epoca moderna. Le varianti precedenti seguivano l'architettura tradizionale occidentale, malese, indiana e cinese, nonché gli stili Art déco e International tra gli anni '30 e '50.
Il modo in cui gli edifici sono stati progettati varia a seconda della loro posizione in un'area urbana. I derivati situati nei centri cittadini possono anche utilizzare il loro spazio sia per uso commerciale al piano terra che residenziale al primo piano e oltre (noti anch'essi come shophouse, simili anche agli edifici Lingnan). Il design delle case a schiera nel centro città tendeva a non avere alcun cortile frontale, con stretti fronti stradali, da cui la struttura dell'edificio eretta direttamente di fronte alla strada. Una delle ragioni alla base di ciò era la tassazione in base al fronte stradale piuttosto che all'area totale, creando così una motivazione economica per costruire case strette e profonde. Un portico di 5 piedi (circa 1,5 metri) era solitamente disposto al piano terra per l'uso sia dei residenti che dei pedoni. In alternativa, il portico può essere sigillato dal resto del passaggio pedonale per fungere da spazio personale. Tali progetti sono diventati meno comuni dopo gli anni '60.
Le case a schiera situate alla periferia dei centri cittadini erano meno restrittive, sebbene il design dell'edificio stesso non fosse diverso da quelli in città. Alcune case tendono a presentare cortili anteriori più lunghi, sufficienti per ospitare le auto. Altre servono esclusivamente come piccoli giardini. Questo design è rimasto richiesto per tutto il ventesimo secolo e un boom edilizio del design delle case si è verificato in Malesia a partire dagli anni '40, con numerosi complessi residenziali costituiti da case a schiera che spuntavano dentro e intorno alle città e ai paesi. Nel processo, il design dell'edificio ha iniziato a diversificarsi, con vari perfezionamenti e cambiamenti di stile. In genere, la superficie e i cortili dell'edificio diventano più grandi e più elaborati nel tempo, così come la modernizzazione della costruzione esterna e della facciata.
Alcune vecchie case a schiera tendono a essere convertite per vari nuovi ruoli; alcune sono convertite in negozi o locali commerciali (inclusi club, hotel e pensioni, asili). Altre sono rimaste in uso come unità residenziali, sono abbandonate, trascurate o rase al suolo. Sono comuni anche ampliamenti significativi in tutte le case a schiera; tetti e stanze possono essere aggiunte all'interno della superficie del lotto della casa. Sono state inoltre sollevate preoccupazioni per la scarsa manutenzione e il monitoraggio delle case a schiera abbandonate, che potenzialmente diventano nascondigli per roditori e serpenti (in cortili con erba cresciuta troppo) e tossicodipendenti.
Le prime varianti della casa a schiera erano costruite in legno, in seguito sostituite da un guscio in muratura che sorreggeva travi di legno per formare le fondamenta per i piani superiori e il tetto in tegole. Le varianti contemporanee sono tenute insieme principalmente da travi in cemento armato, che vengono poi completate con lastre di cemento, muri in mattoni e tetti in tegole.

## Concetti simili

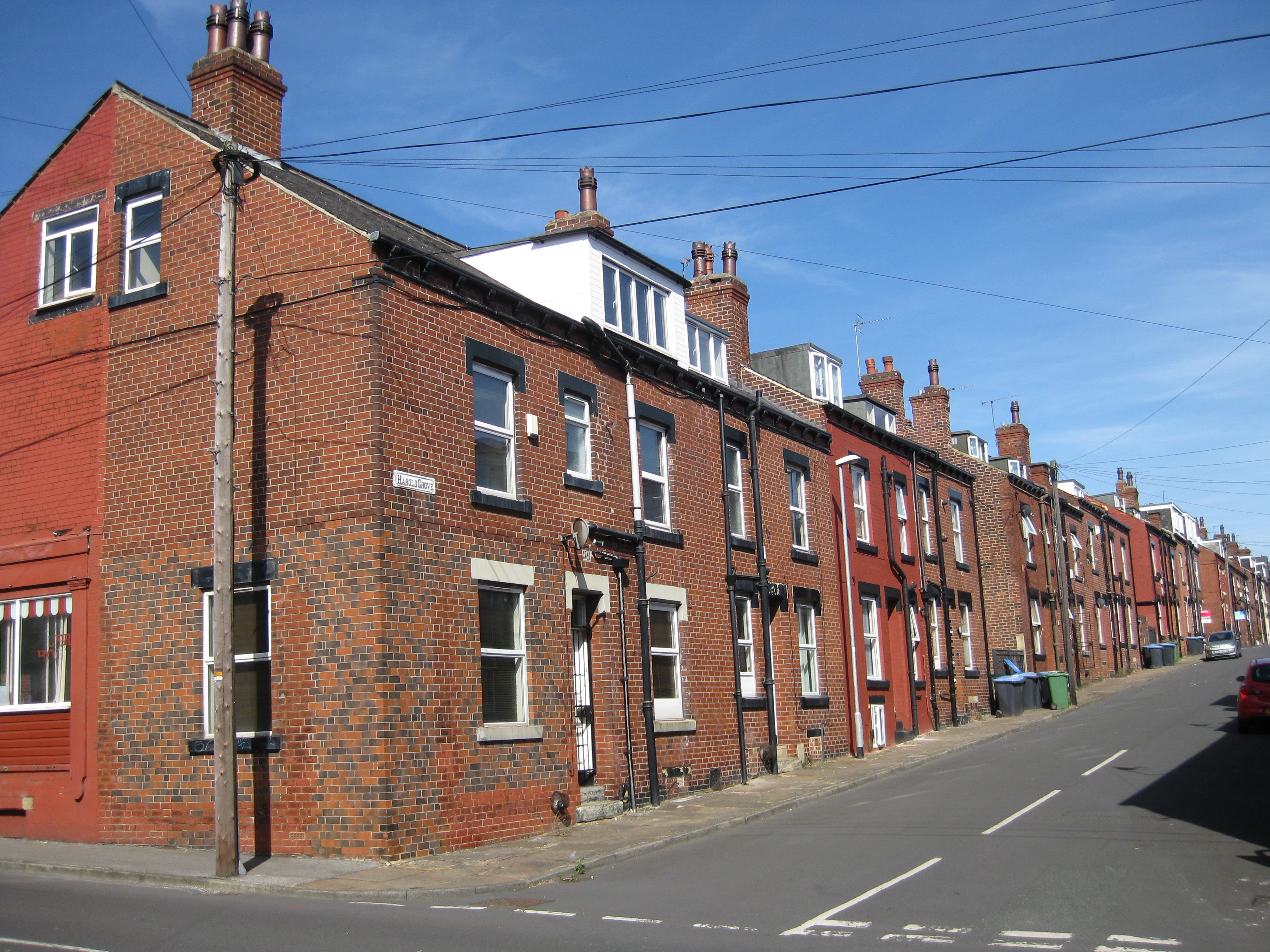
Back-to-back in Harold Grove, Leeds

Le back-to-back (case confinanti) sono una forma di case a schiera nel Regno Unito, costruite dalla fine del XVIII secolo fino all'inizio del XX secolo in varie forme.
Intorno alla metà del XIX secolo, questa forma di abitazione fu ritenuta insoddisfacente e pericolosa per la salute.
La maggior parte delle back-to-back sono state demolite in ondate di sgomberi di baraccopoli, anche se molte rimangono a Leeds e Bradford. Le città di Birmingham e Liverpool, dove sono state costruite migliaia di back-to-back, hanno entrambe scelto di conservare un singolo esempio come attrazione turistica. Le back to back di Birmingham sono ora gestite come una casa museo storica dal National Trust; altri esempi museali di case back-to-back sono gestiti dal Museum of Liverpool e dal Bradford Industrial Museum.
Una casa bifamiliare è un'abitazione che condivide un muro comune con il vicino. Il nome distingue questo stile di costruzione dalle case unifamiliari, senza muri in comune, e dalle case a schiera, con un muro in comune su entrambi i lati.

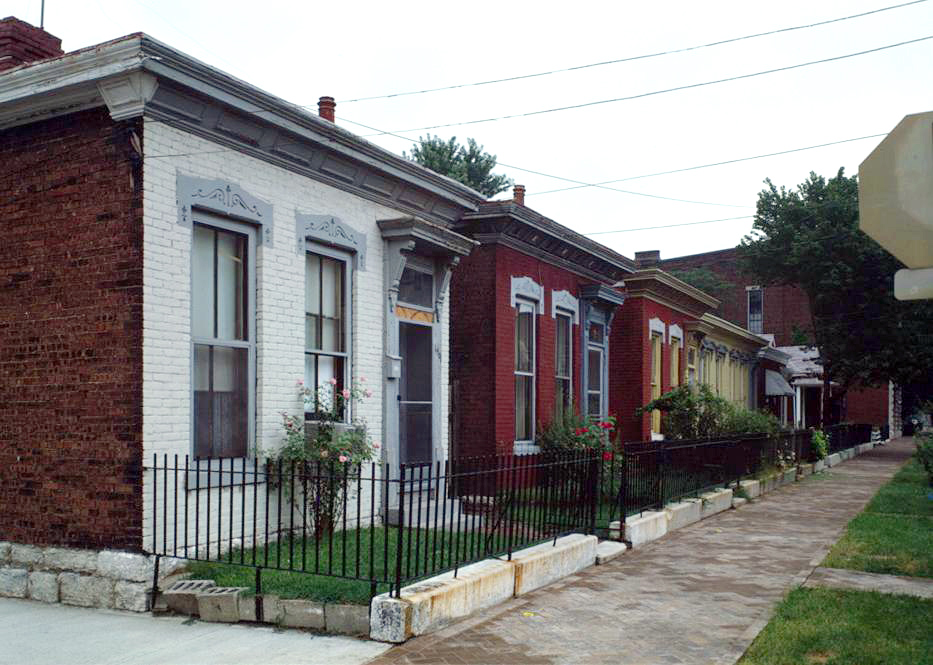
Shotgun house a Louisville, Kentucky

Una shotgun house è una residenza domestica rettangolare stretta, di solito non più larga di circa 12 piedi (3,5 m), con stanze disposte una dietro l'altra e porte a ciascuna estremità della casa. Era lo stile di casa più popolare negli Stati Uniti meridionali dalla fine della guerra civile americana (1861-65) fino agli anni '20. La shotgun house gioca un ruolo importante nel folklore e nella cultura del sud. La superstizione sostiene che i fantasmi e gli spiriti siano attratti dalle shotgun house perché potrebbero attraversarle, e che alcune case siano state costruite con porte intenzionalmente disallineate per scoraggiare questi spiriti. Spesso servono anche come simbolo della vita nel sud. Elvis Presley è nato in una shotgun house, Aaron Neville dei The Neville Brothers è cresciuto in una, e secondo il bluesman David Honeyboy Edwards, Robert Johnson è morto in una. Poco prima della sua morte nel maggio 1997, Jeff Buckley affittò una shotgun house a Memphis e ne fu così colpito che contattò il proprietario per la possibilità di acquistarla. Dream Brother, la biografia di Jeff e Tim Buckley di David Browne, si apre con una descrizione di questa shotgun house e dell'affetto di Jeff per essa. In alcune canzoni questo tipo di case sono citate.